# Чемпіонат Югославії з футболу 1924
Чемпіонат Королівства Сербів, Хорватів і Словенців з футболу 1924 (сербохорв. Prvenstvo Kraljevini Srba, Hrvata i Slovenaca u fudbalu 1924.) — Другий розіграш футбольної першості Югославії. Турнір проходив за кубковою системою. До участі у змаганнях були залучені команди-переможці регіональних чемпіонатів. Вперше чемпіоном країни став клуб з міста Белград — «Югославія».

## Клуби-учасники
- Переможець футбольної асоціації Белграда — «Югославія»
- Переможець футбольної асоціації Загреба — «Граджянскі»
- Переможець футбольної асоціації Осієка — «Славія»
- Переможець футбольної асоціації Любляни — «Ілірія»
- Переможець футбольної асоціації Сараєво — САШК
- Переможець футбольної асоціації Спліта — «Хайдук»
- Переможець футбольної асоціації Суботиці — «Сомборський СК»

## Чвертьфінал
«Сомборський СК» пройшов далі без гри.
| 7 вересня 1924 |

| «Югославія» (Белград)                                                   | 5:2 | «Славія» (Осієк)                    |
| ----------------------------------------------------------------------- | --- | ----------------------------------- |
| Стеван Лубурич 2' (пен.) Душан Петкович 5' 32' 47' Драган Йованович 42' |     | 81' Бранко Андучич 85' Антун Пінтар |

| Белград Глядачів: 5 000 Арбітр: Оскар Віллер |

| 7 вересня 1924 |

| «Ілірія» (Любляна) | 1:1 | САШК (Сараєво)                                               |
| ------------------ | --- | ------------------------------------------------------------ |
| Любо Відмайер 20'  |     | 23' (пен.) Йосип Плачек 73' Іван Новотни 89' Фердинанд Гьотц |

| Любляна Глядачів: 1 300 Арбітр: Ернест Фабріс |

| 7 вересня 1924 |

| «Хайдук» (Спліт)                                      | 4:4 (д.ч.) | «Граджянскі» (Загреб)                                      |
| ----------------------------------------------------- | ---------- | ---------------------------------------------------------- |
| Мірко Боначич 8' 64' Вінко Радич 72' Любо Бенчич 102' |            | 12' 96' Степан Пасінек 70' Віктор Гьотц 88' Франьо Мантлер |

| Спліт Глядачів: 3 000 Арбітр: Андрія Мазич |

### Перегравання
| 8 вересня 1924 |

| «Хайдук» (Спліт)                                                                              | 5:0 | «Граджянскі» (Загреб) |
| --------------------------------------------------------------------------------------------- | --- | --------------------- |
| Любо Бенчич 10' Шиме Подує 27' Антун Боначич 38' Миховил Боровчич Курир 70' Мірко Боначич 74' |     |                       |

| Спліт Глядачів: 1 500 Арбітр: Андрія Мазич |

## Півфінал
| 21 вересня 1924 |

| САШК (Сараєво)      | 1:6 | «Хайдук» (Спліт)                                                                |
| ------------------- | --- | ------------------------------------------------------------------------------- |
| Фердинанд Гьотц 44' |     | 20' 38' 71' Антун Боначич 17' Вінко Радич 50' Анте Кесич 85' (пен.) Любо Бенчич |

| Сараєво Глядачів: 3 000 Арбітр: Віктор Водішек |

| 21 вересня 1924 |

| «Сомборський СК» | 1:5 | «Югославія» (Белград)                                                    |
| ---------------- | --- | ------------------------------------------------------------------------ |
| Бела Майер 44'   |     | 2' 48' 60' (пен.) Драган Йованович 24' Стеван Лубурич 53' Душан Петкович |

| Бачка, Суботиця Глядачів: 2 000 Арбітр: Янко Юстин |

## Фінал
| 12 жовтня 1924 |

| «Югославія» (Белград)                | 2:1 | «Хайдук» (Спліт)  |
| ------------------------------------ | --- | ----------------- |
| Дам'ян Джурич 28' Стеван Лубурич 87' |     | 66' Антун Боначич |

| Максимір, Загреб Глядачів: 6 000 Арбітр: Ернест Фабріс |

«Югославія»: Карой Немеш, Милутин Івкович, Бранко Петрович, Михайло Начевич, Алоїз Махек, Светислав Маркович, Дам'ян Джурич, Драган Йованович, Стеван Лубурич, Душан Петкович, Бранислав Секулич, тренер: Карел Блаха.
«Хайдук»: Отмар Гаццарі, Янко Родін, Петар Дуймович, Велько Подує, Миховил Боровчич-Курир, Анте Кесич, Шиме Подує, Любо Бенчич, Антун Боначич, Мірко Боначич, Вінко Радич, тренер: Лука Калітерна.

## Склад чемпіона
«Югославія»: Карой Немеш (3); Милутин Івкович (3), Бранко Петрович (2), Бошко Тодорович (1); Михайло Начевич (3), Алоїз Махек (3), Светислав Маркович (3); Дам'ян Джурич (3.1), Драган Йованович (3.4), Стеван Лубурич (3.3), Душан Петкович (3.4), Бранислав Секулич (3.3); тренер Карел Блаха (Австрія)

## Найкращі бомбардири
|    | Гравець          | Команда     | Голів |
| -- | ---------------- | ----------- | ----- |
| 1° | Антун Боначич    | «Хайдук»    | 5     |
| 2° | Драган Йованович | «Югославія» | 4     |
|    | Душан Петкович   | «Югославія» | 4     |
|    | Стеван Лубурич   | «Югославія» | 3     |
|    | Любо Бенчич      | «Хайдук»    | 3     |
|    | Мірко Боначич    | «Хайдук»    | 3     |